# Ведмедівка (Обухівський район)
Ведме́дівка — село в Україні, у Обухівському районі Київської області. Населення становить 283 осіб. Герб села є промовистим.
Клірові відомості, метричні книги, сповідні розписи церкви Пресвятої Трійці с. Медведівка (приписне с. Грушів) Богуславського, згодом Піївської волості Канівського пов. Київської губ. зберігаються в ЦДІАК України. http://cdiak.archives.gov.ua/baza_geog_pok/church/medv_002.xml [Архівовано 22 липня 2019 у Wayback Machine.]

## Населення

### Мова
Розподіл населення за рідною мовою за даними перепису 2001 року:
| Мова       | Кількість | Відсоток |
| ---------- | --------- | -------- |
| українська | 275       | 97.17%   |
| російська  | 7         | 2.47%    |
| білоруська | 1         | 0.36%    |
| Усього     | 283       | 100%     |

## Географія
У селі бере початок річка Ходорівка.